# John Harrison (Schriftsteller)
John Harrison (* 1952 in Liverpool) ist ein britischer Schriftsteller und Abenteurer.

## Leben
Er lehrte Geographie in Cambridge und Liverpool. 1999 wurde er Mitglied der Royal Geographical Society. 

## Schriften (Auswahl)
- A short primer in vice. Cardiff 1993, ISBN 0947539182.
- Piranhas zum Frühstück. Durch den Dschungel Amazoniens mit dem Kanu. München 2001, ISBN 3-89405-042-X.
- Wo das Land zu Ende ist. Von Patagonien in die Antarktis. München 2007, ISBN 3-492-40173-2.
- Wolkenpfad. Zu Fuß durch das Herzland der Inka. Ostfildern 2013, ISBN 978-3-7701-8257-2.